# Äspet
Äspet este o arie protejată (arie specială de conservare — SAC, sit de importanță comunitară — SCI, arie de protecție specială avifaunistică — SPA) din Suedia întinsă pe o suprafață de 216,4 ha, integral pe uscat.

## Localizare
Centrul sitului Äspet este situat la coordonatele 55°55′11″N 14°19′15″E / 55.9198°N 14.3209°E.

## Înființare
Situl Äspet a fost declarat arie de protecție specială avifaunistică în decembrie 2020 pentru a proteja 9 specii de animale. Alte tipuri de protecție:
- sit de importanță comunitară (în ianuarie 1997)
- arie specială de conservare (în martie 2011)[1][3][4]

## Biodiversitate
Situată în ecoregiunile continentală și marină baltică, aria protejată conține 13 habitate naturale: Păduri de fag Asperulo-Fagetum, Păduri de stejar sau de stejar și carpen sub-atlantice și medio-europene de Carpinion betuli, Păduri de fag Luzulo-Fagetum, Vegetație anuală la limita mareei, Păduri acidofile de stejar bătrân cu Quercus robur pe câmpii nisipoase, Dune de coastă fixe cu vegetație erbacee („dune gri”), Dune mobile cu vegetație embrionară, Lagune de coastă, Dune împădurite din regiunile atlantică, continentală și boreală, Bancuri de nisip acoperite în permanență slab de apă marină, Terase mlăștinoase și terase nisipoase neacoperite de apă la reflux, Recifuri, Dune mobile de-a lungul țărmului cu Ammophila arenaria („dune albe”).
La baza desemnării sitului se află mai multe specii protejate de  păsări (9): Branta leucopsis, erete vânăt (Circus cyaneus), ferestraș mic (Mergus albellus), bătăuș (Philomachus pugnax), ciocântors (Recurvirostra avosetta), pescăriță mare (Sterna caspia), chiră de baltă (Sterna hirundo), chiră de mare (Sterna sandvicensis), fluierar de mlaștină (Tringa glareola).